# Christophe Ier de Bade
Pour les articles homonymes, voir Christophe Ier.

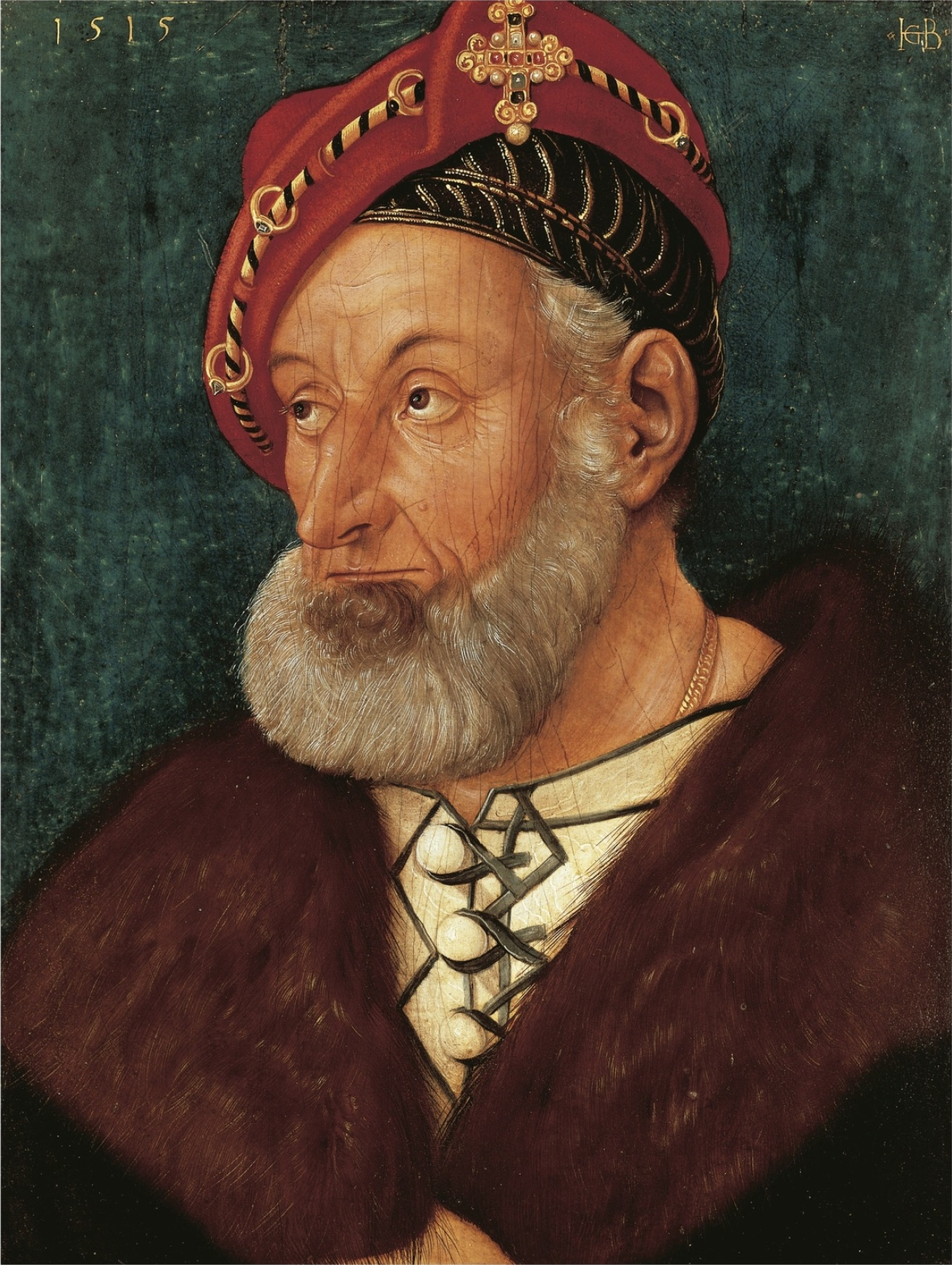
Christophe Ier de Bade

Christophe Ier de Bade (en allemand, Christoph von Baden), né le 13 novembre 1453 et mort le 19 avril 1527 à Hohenbaden.
Il fut margrave de Bade de 1475 à 1515.

## Famille
Fils de Charles Ier de Bade et de Catherine d'Autriche.
Christophe Ier de Bade épousa le 19 décembre 1468 Ottilie de Katzenelnbogen (en) (1451-1517), fille de Philippe II de Katzenelnbogen et de Ottilie de Nassau-Dillenbourg.
Quinze enfants sont nés de cette union :
- Ottilie de Bade (1470-1490), elle entra dans les ordres et fut abbesse de Pforzheim
- Jacques (II) de Bade (en) (1471-1511), il entra dans les ordres et fut évêque de Trèves
- Marie de Bade (1473-1519), elle entra dans les ordres et fut abbesse de Lichtenthal
- Bernard IV de Bade, margrave de Bade-Bade, fondateur de la deuxième branche de Bade-Bade
- Charles de Bade (1476-1510)
- Christophe de Bade (1477-1508), appartenant aux chapitres de Strasbourg et de Trèves.
- Philippe de Bade (1479-1533), margrave de Bade-Sponheim, en 1503 il épousa Élisabeth du Palatinat (morte en 1522), fille de l'électeur du Rhin Philippe du Palatinat (postérité, mais mortalité en bas âge)
- Rodolphe de Bade (1481-1532)
- Ernest de Bade-Durlach (1482-1553), margrave de Bade-Durlach, il fonda la troisième branche de la Maison de Bade
- Wolfgang de Bade (1484-1522)
- Sibylle de Bade (en) (1485-1518), en 1505 elle épousa le comte Philippe III de Hanau-Lichtenberg (mort en 1538)
- Rosine de Bade (1487-1554), en 1503 elle épousa le comte François de Hohenzollern (1483-1517), veuve elle épousa en 1526 elle épousa Johann von Ow
- Jean de Bade (mort en 1490)
- Béatrice de Bade (1492-1535), en 1508 elle épousa Jean II de Palatinat-Simmern (mort en 1557)
- Georges de Bade (1493-1493)

## Biographie
Christophe Ier de Bade appartint à la première branche de la Maison de Bade, elle-même issue de la première branche de la maison de Zähringen. En 1492 il acquiert Rodemarchern et en 1497 Lahr-Mahlberg et finalement en 1503 à la mort sans héritier masculin de son lointain cousin Philippe de Hochberg, dernier représentant male de la lignée cadette issue de Henri Ier de Bade-Hachberg, fils cadet de Hermann IV de Bade il hérite de Sausenberg et de Badonviller.
En 1515 avant sa mort, Christophe Ier de Bade divise ses possessions entre ses trois fils Bernard IV de Bade, Philippe de Bade et Ernest de Bade. Ainsi Bernard IV de Bade fonda la lignée de Bade-Baden dite lignée Bernardine éteinte en 1771, son frère Ernest de Bade fonda la lignée des Bade-Durlach dite lignée Ernestine. Cette lignée appartint à la quatrième branche de la Maison ducale de Bade. Christophe Ier fit ériger un nouveau château à Hohenbaden sur le Florentinerberg.

## Sources
- Anthony Stokvis, Manuel d'histoire, de généalogie et de chronologie de tous les États du globe,depuis les temps les plus reculés jusqu'à nos jours, préf. H. F. Wijnman, Israël, 1966, chapitre VIII. « Généalogie de la Maison de Bade, II. » tableau généalogique no 105 (suite).
- Jiří Louda & Michael Maclagan, Les Dynasties d'Europe, Bordas, Paris 1981  (ISBN 2040128735) « Bade Aperçu général », tableau 106 & p. 210.
- Notices d'autorité :   - VIAF
  - ISNI
  - LCCN
  - GND
  - Pays-Bas
  - Norvège